# Тайхэ (Фуян)
Тайхэ́ (кит. упр. 太和, пиньинь Tàihé) — уезд городского округа Фуян провинции Аньхой (КНР).

## История
Во времена империи Сун в 973 году был создан уезд Ваньшоу (万寿县). В 1119 году он был переименован в Тайхэ (泰和县). После монгольского завоевания уезд был в 1265 году расформирован. В 1304 году уезд Тайхэ был создан вновь, однако теперь его название записывалось иероглифами 太和县.
В апреле 1949 года был образован Специальный район Фуян (阜阳专区), и уезд вошёл в его состав. В ноябре 1958 года уезды Цзешоу и Тайхэ были объединены в уезд Шоутай (首太县), но в апреле следующего года восстановлены в прежних границах. В 1970 году Специальный район Фуян был переименован в Округ Фуян (阜阳地区).
В 1996 году постановлением Госсовета КНР округ Фуян был преобразован в городской округ.

## Административное деление
Район делится на 28 посёлков и 3 волости.